# أريانا إنجنير
 ارايانا انجنير  (6 مارس 2001 -)، طالبة وممثلة كندية تعيش في كندا.

## حياتها الفنية
بدأت مشوارها الفني بسن صغيرة وذلك عام 2009 في فيلم اليتيمة.أيضا في عام 2012 قامت ببطولة الفيلم، إلى جانب ميلا جوفوفيتش ، في دور بيكي في فيلم ريزدنت إيفل: الجزاء ، وهو الفيلم الخامس في الامتياز.
بعد إصدار فيلم اليتيمة شاركت أريانا في إعلان تجاري لدورة الألعاب الأولمبية الشتوية لعام 2010 التي عقدت في كندا. كما مثلت كندا مع شقيقها في حفل افتتاح دورة الألعاب الأولمبية الشتوية لعام 2010 ، حيث رحبت بالمشاهدين الذين يستخدمون لغة الإشارة.

### أفلام
| Year | Title                      | Role                 | Notes |
| ---- | -------------------------- | -------------------- | ----- |
| 2009 | Orphan                     | Maxine "Max" Coleman |       |
| 2012 | Resident Evil: Retribution | Becky                |       |
| 2015 | Dreaming of Peggy Lee      | Belinda              |       |

## روابط خارجية
- أريانا إنجنير على موقع IMDb (الإنجليزية)
- أريانا إنجنير على موقع ألو سيني (الفرنسية)
- أريانا إنجنير على موقع أول موفي (الإنجليزية)
- أريانا إنجنير على موقع قاعدة بيانات الأفلام السويدية (السويدية)
- أريانا إنجنير على موقع قاعدة بيانات الفيلم (الإنجليزية)
- أريانا إنجنير على موقع كينوبويسك (الروسية)